# Toledo (Córdoba)

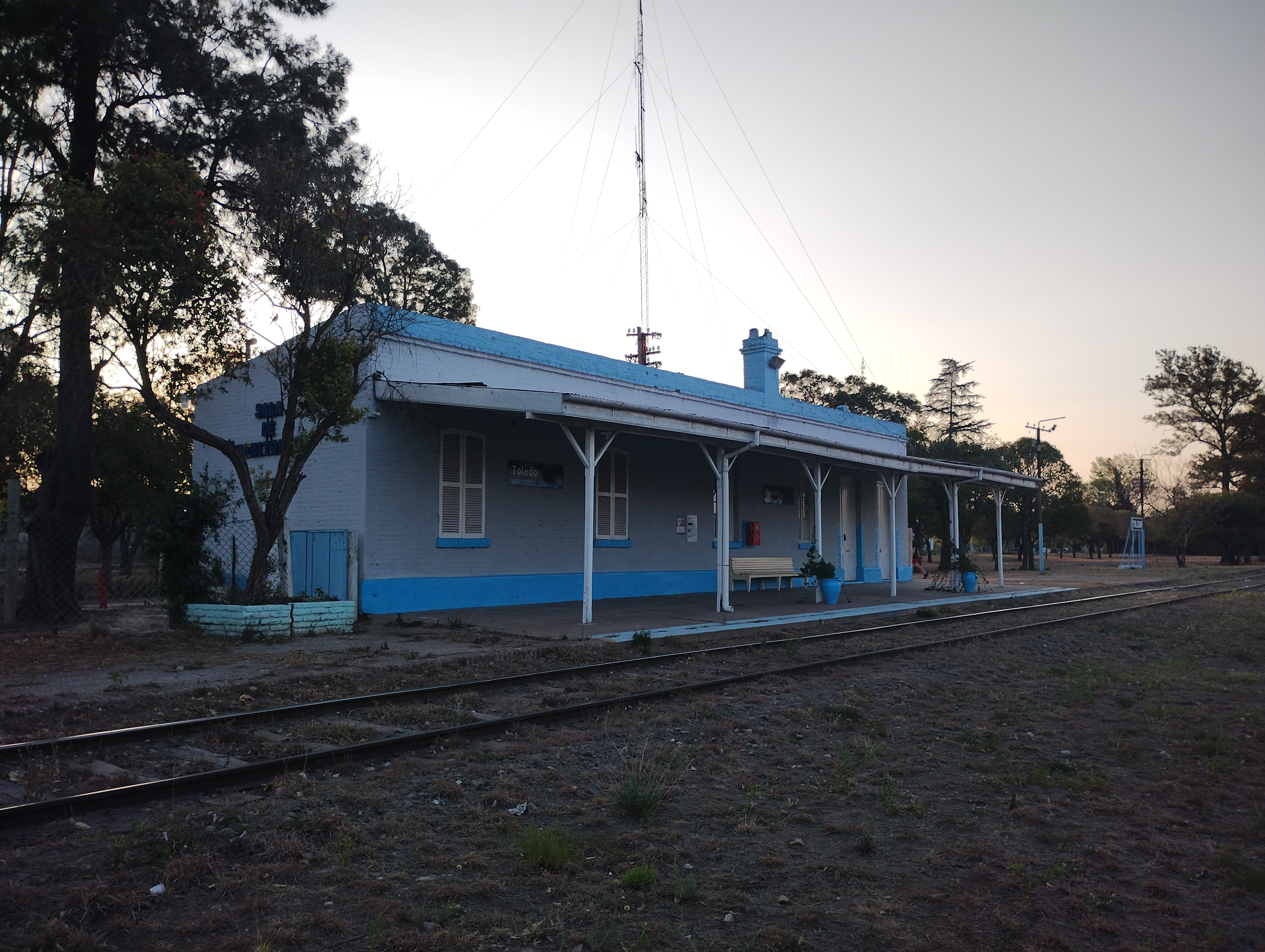
Estación ferroviaria

Toledo es una localidad perteneciente a la pedanía Caseros, departamento Santa María, provincia de Córdoba, Argentina, situada a unos 22 kilómetros al sureste de la capital provincial. 
En vehículo se llega transitando la Ruta 9 Sur, saliendo por Avenida Sabattini o desde la Circunvalación de la ciudad de Córdoba. Del mismo modo y a 4 km se puede acceder por la autopista Córdoba-Rosario.

## Geografía

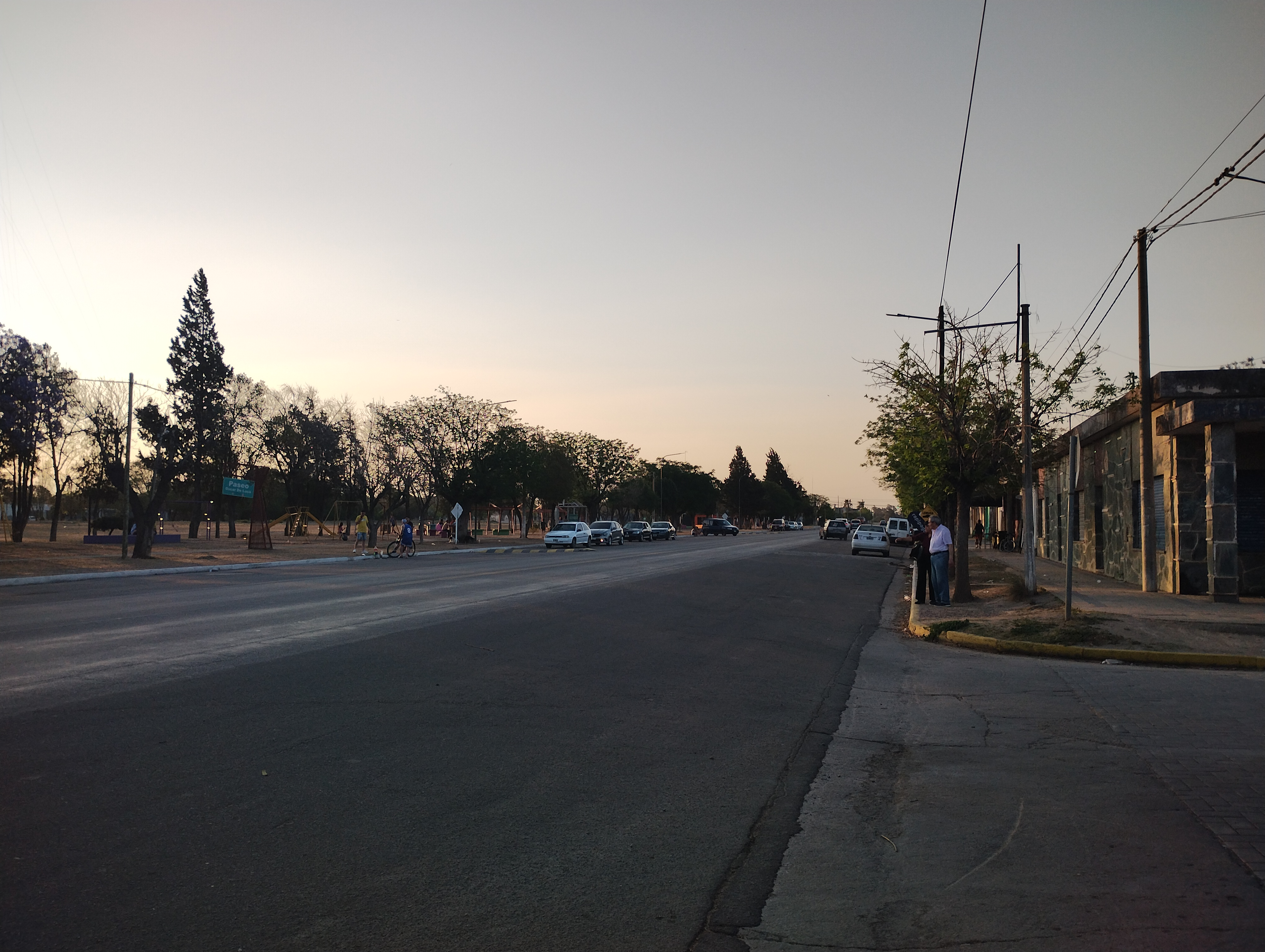
Antigua Ruta 9 en Toledo

### Población

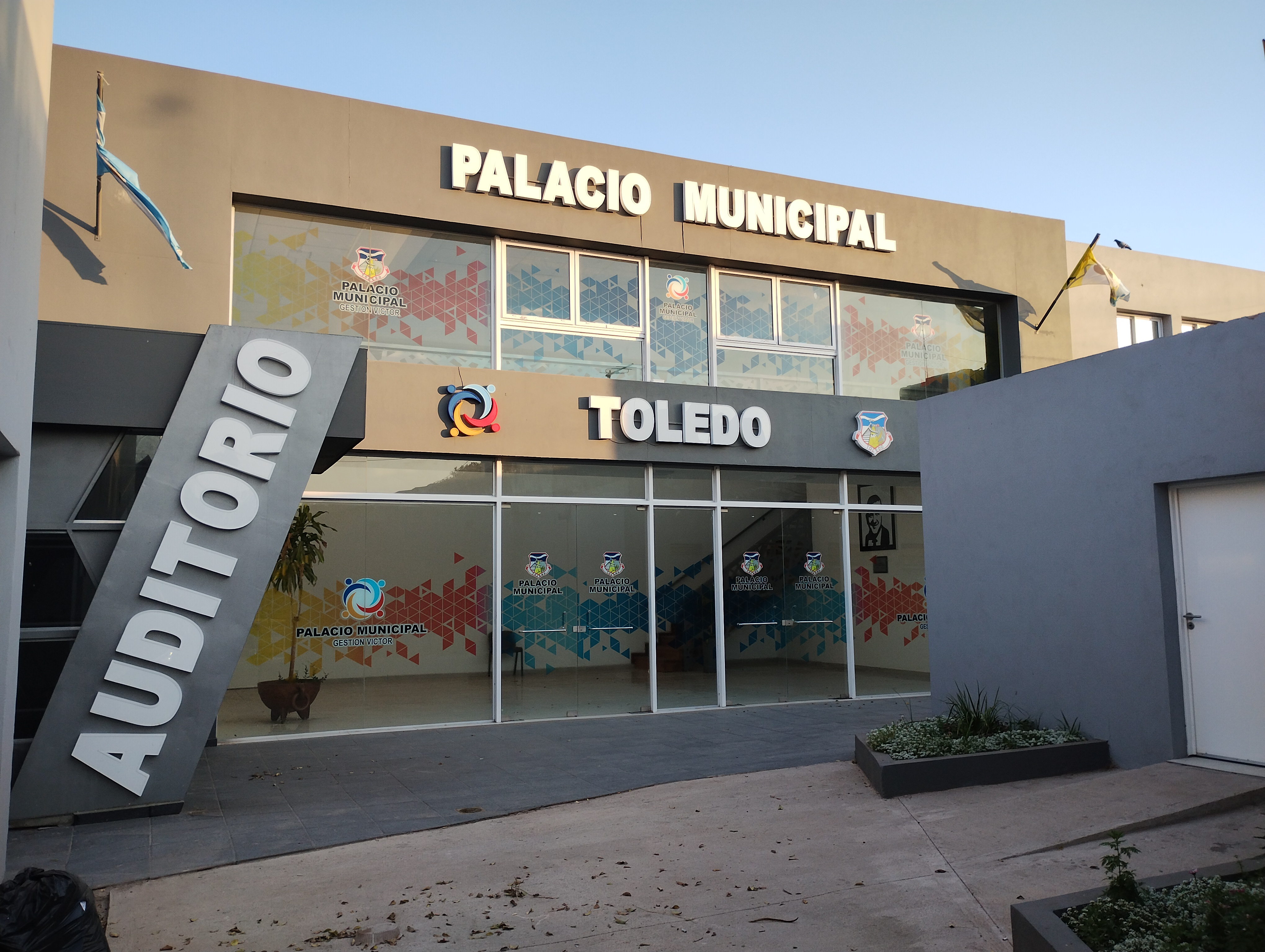
Municipalidad de Toledo

Cuenta con 6324 habitantes (Indec, 2022), lo que representa un incremento del 39,2% frente a los 3843 habitantes (Indec, 2010) del censo anterior. Existen en la localidad 1588 viviendas. 
| Gráfica de evolución demográfica de Toledo entre 1991 y 2022 |
|                                                              |
| Fuente: Censos nacionales del INDEC                          |

### Subsuelo
El suelo del área de Toledo es un suelo desarrollado sobre sedimentos eólicos (loess pampeano), de textura franco limosa, cuya secuencia de horizontes es A1, A/C, CCa., es un suelo profundo, bien drenado; está en condiciones naturales moderadamente estructurado y posee muy buena capacidad de almacenaje de agua.
El análisis que se cita a continuación pertenece a un suelo de estas características.
Como puede verse la fracción limo representa alrededor del 70 % del total (limo + arena+ arcilla)
Horizonte A1 A/C CCa
Profundidad 0-20 cm 20-53 cm 53 a + cm
Mat. Org.(%) 1,98 0,98
C. Org. (%) 1,15 0,57
N total (%) 0,123 0,096
Arcilla < 2 u (%): 16,7 12,2 10,2
Limo 2-50 u (%): 68,7 71,1 71,9
Arena m fina 50–100 (%) 15,4 15,0 15,0
Arena fina 100–250 (%) 0,8 1,0 0,6 0,0
Arena media 250–500 (%) 0,1 0,05 0,05
Arena gruesa 500–1000 (%) 0,2 0,05 0,1

### Sismicidad
La sismicidad de la región de Córdoba es frecuente y de intensidad baja, y un silencio sísmico de terremotos medios a graves cada 30 años en áreas aleatorias. Sus últimas expresiones se produjeron:
- 22 de septiembre de 1908 (116 años), a las 17.00 UTC-3, con 6,5 Richter, escala de Mercalli VII; ubicación 30°30′0″S 64°30′0″O / -30.50000, -64.50000; profundidad: 100 km; produjo daños en Deán Funes, Cruz del Eje y Soto, provincia de Córdoba, y en el sur de las provincias de Santiago del Estero, La Rioja y Catamarca[2]

- 16 de enero de 1947 (78 años), a las 2.37 UTC-3, con una magnitud aproximadamente de 5,5 en la escala de Richter (terremoto de Córdoba de 1947)[1]

- 28 de marzo de 1955 (70 años), a las 6.20 UTC-3 con 6,9 Richter: además de la gravedad física del fenómeno se unió el desconocimiento absoluto de la población a estos eventos recurrentes (terremoto de Villa Giardino de 1955)

- 7 de septiembre de 2004 (20 años), a las 8.53 UTC-3 con 4,1 Richter

- 25 de diciembre de 2009 (15 años), a las 21.42 UTC-3 con 4,0 Richter

## Educación
La localidad cuenta con cuatro instituciones educativas públicos, preescolar, escuela primaria, secundaria y un secundario nocturno para adultos.

## Salud
La población cuenta con un dispensario de APS, con guardia médica las 24 h.

## Deporte
Toledo está representado en la Liga Independiente de Futbol por su club Club Atlético Independiente de Toledo.